# Landgrafenpsalter

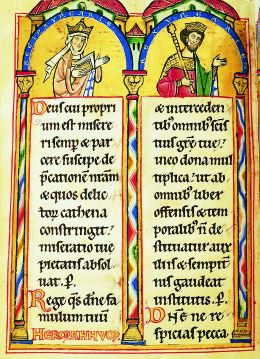
Andreas II. von Ungarn und seine Ehefrau Gertrud von Andechs, Darstellung im Landgrafenpsalter, heute in Stuttgart

Der Landgrafenpsalter ist eine 1211–1213 entstandene Bilderhandschrift. Er wurde vermutlich für Sophia von Thüringen geschaffen, der Ehefrau des Landgrafen von Thüringen, Hermanns I. und der Schwiegermutter Elisabeths von Thüringen. Er wird unter der Signatur HB II 24 in der Württembergischen Landesbibliothek in Stuttgart aufbewahrt.
Der Landgrafenpsalter enthält hauptsächlich Psalmen für den liturgischen Gebrauch der Ordens- und Weltpriester. Daneben weist er – wie für private Psalter üblich – einen Heiligenkalender auf sowie Lobsprüche auf die Bibel. Der Psalter ist sehr sorgfältig gearbeitet, die Miniaturen sind in ihrer Ausgestaltung zurückhaltend. Neben den Kolumnen des Kalenders ist jeweils ein Apostel abgebildet; darüber findet sich eine Darstellung der für den Monat typischen landwirtschaftlichen Arbeit. Der vermutlich nicht mehr vollständige Psalter besteht aus 181 Blatt Pergament. Er hat eine Höhe von 24,5 und eine Breite von 17,5 Zentimetern. Er ist heute in einen roten Saffianband eingebunden und mit Monogrammen Friedrichs von Württemberg und dem württembergischen Königswappen verziert.
Die Abbildung von drei regierenden Fürstenpaaren macht das Werk zu einem historischen Dokument, das zugleich seine Datierung erlaubt. Neben dem thüringischen Landgrafenpaar Hermann und Sophie von Thüringen findet man Porträts des ungarischen Königs Andreas II. (* 1177; † 1235) und seiner Frau Gertrud von Andechs sowie des böhmischen Königspaares Ottokar und Constantia von Böhmen. Zwischen den thüringischen Ludowingern und dem ungarischen Königshaus kam es 1211 zu einer engeren Verflechtung. Die ungarische Königstochter Elisabeth wurde bereits als Kleinkind mit dem ältesten Sohn des thüringischen Landgrafenpaares verlobt und wurde im Alter von vier Jahren an den thüringischen Hof auf der Wartburg gebracht, um innerhalb der Familie ihres zukünftigen Ehemanns aufzuwachsen. Das macht ein Entstehen dieses Psalters um diesen Zeitpunkt herum wahrscheinlich. Gertrud von Andechs, die einer einflussreichen weitverzweigten europäischen Adelsfamilie entstammte, wurde 1213 von ungarischen Magnaten ermordet. Es ist wenig wahrscheinlich, dass man das Bild Gertruds von Andechs im Psalter platziert hätte, wenn sie zu diesem Zeitpunkt bereits tot gewesen wäre. Mit dem böhmischen Königspaar waren beide Familien gleichermaßen verwandt; alle drei Familien einten zu dieser Zeit einheitliche politische Ziele.

## Ausgaben
- Der Landgrafenpsalter. Eine Bilderhandschrift aus dem Anfang des XIII. Jahrhunderts in der Württembergischen Landesbibliothek. Mit einer Einleitung von Karl Löffler. Hiersemann, Leipzig 1925.
- Der Landgrafenpsalter. Stuttgart, Württembergische Landesbibliothek, HB II 24 (= Glanzlichter der Buchkunst. Band 25). Vollständige Faksimile-Ausgabe mit einem Kommentar von Felix Heinzer. Akademische Druck- und Verlagsanstalt, Graz 2018 [199], ISBN 978-3-201-02024-4.